# Siphonogorgia simplex
Siphonogorgia simplex is een zachte koraalsoort uit de familie Nidaliidae. De koraalsoort komt uit het geslacht Siphonogorgia. Siphonogorgia simplex werd in 1928 voor het eerst wetenschappelijk beschreven door Chalmers. 